# 1218
| 1218               |
| ------------------ |
| Dødsfald - Fødsler |
|                    |

| Gregoriansk kalender | 1218 MCCXVIII           |
| Ab urbe condita      | 1971                    |
| Armensk kalender     | 667 ԹՎ ՈԿԷ              |
| Kinesiske kalender   | 3914 – 3915 丁丑 – 戊寅 |
| Etiopisk kalender    | 1210 – 1211             |
| Jødisk kalender      | 4978 – 4979             |
| Hindukalendere       |                         |
| - Vikram Samvat      | 1273 – 1274             |
| - Shaka Samvat       | 1140 – 1141             |
| - Kali Yuga          | 4319 – 4320             |
| Iransk kalender      | 596 – 597               |
| Islamisk kalender    | 615 – 616               |

Konge i Danmark: Valdemar Sejr 1202-1241
Se også 1218 (tal)

## Født
- 9. januar – Kong Abel
- 1. maj - Rudolf 1. af Tyskland